# Én még sosem... (televíziós sorozat)
Az Én még sosem... (eredeti cím: Never Have I Ever) amerikai felnőtté válás, és vígjáték-dráma műfajába tartozó sorozat, amelyet Mindy Kaling és Lang Fisher készítettek. A vígjáték részben Kaling valódi gyermekkorát dolgozza fel, ahogyan a bostoni területen nőtt fel. A sorozatot a Netflixen mutatták be 2020. április 27-én és a kritikusoktól pozitív elismerést kapott. Berendelték a sorozat harmadik évadját ami 2022. augusztus 12-én jelenik meg.

## Szereplők

### Főszereplők
| Színész               | Szereplő               | Magyar hang     |
| --------------------- | ---------------------- | --------------- |
| Maitreyi Ramakrishnan | Devi Vishwakumar       | Podlovics Laura |
| Richa Moorjani        | Kamala                 | Gáspár Kata     |
| Jaren Lewison         | Ben Gross              | Czető Roland    |
| Darren Barnet         | Paxton Hall-Yoshida    | L. Nagy Attila  |
| John McEnroe          | önmaga                 | Zöld Csaba      |
| Poorna Jagannathan    | Dr. Nalini Vishwakumar | Bánfalvi Eszter |

### Mellékszereplők
| Színész              | Szereplő         | Magyar hang    |
| -------------------- | ---------------- | -------------- |
| Ramona Young         | Eleanor Wong     | Laudon Andrea  |
| Lee Rodriguez        | Fabiola Torres   | Staub Viktória |
| Niecy Nash           | Dr. Jamie Ryan   |                |
| Sendhil Ramamurthy   | Mohan Viswakumar |                |
| Eddie Liu            | Steve            |                |
| Christina Kartchner  | Eve              |                |
| Benjamin Norris      | Trent Harrison   |                |
| Dino Petrera         | Jonah Sharpe     |                |
| Jae Suh Park         | Joyce Wong       |                |
| Adam Shapiro         | Mr. Shapiro      |                |
| Cocoa Brown          | Principal Grubbs |                |
| Martin Martinez      | Oliver Martinez  |                |
| Jack Seavor McDonald | Eric Perkins     |                |
| Lily D. Moore        | Rebecca          |                |
| Hanna Stein          | Shira            |                |
| Angela Kinsey        | Vivian           |                |
| Michael Badalucco    | Howard           |                |
| Donna Pieroni        | Patty            |                |
| Andy Samberg         | önmaga           |                |
| Rushi Kota           | Prashant         |                |
| Dana Vaughns         | Marcus Jones     |                |
| Aitana Rinab         | Zoe              |                |
| Anjul Nigam          | Raj              |                |

## Epizódok
| Évad | Évad | Epizódok száma | Eredeti sugárzás    | Eredeti sugárzás    | Eredeti adó         | Magyar sugárzás     | Magyar sugárzás   | Magyar adó |
| Évad | Évad | Epizódok száma | Évadpremier         | Évadfinálé          | Eredeti adó         | Évadpremier         | Évadfinálé        | Magyar adó |
| ---- | ---- | -------------- | ------------------- | ------------------- | ------------------- | ------------------- | ----------------- | ---------- |
|      | 1    | 10             | 2020. április 27.   | 2020. április 27.   |                     | 2020. április 27.   | 2020. április 27. |            |
|      | 2    | 10             | 2021. július 15.    | 2021. július 15.    | 2021. július 15.    | 2021. július 15.    |                   |            |
|      | 3    | 10             | 2022. augusztus 12. | 2022. augusztus 12. | 2022. augusztus 12. | 2022. augusztus 12. |                   |            |
|      | 4    | 10             | 2023. június 08.    | 2023. június 08.    | 2023. június 08.    | 2023. június 08.    |                   |            |

### Első évad (2020)
| Sor. | Év. | Cím                                                                              | Rendező           | Író                               | Premier                             |
| ---- | --- | -------------------------------------------------------------------------------- | ----------------- | --------------------------------- | ----------------------------------- |
| 1.   | 1.  | Bevezető (Pilot)                                                                 | Tristram Shapeero | Mindy Kaling és Lang Fisher       | 2020. április 27. 2020. április 27. |
| 2.   | 2.  | …szexeltem Paxton Hall-Yoshidával (... had sex with Paxton Hall-Yoshida)         | Tristram Shapeero | Justin Noble                      | 2020. április 27. 2020. április 27. |
| 3.   | 3.  | …rúgtam be a menő srácokkal (... gotten drunk with the popular kids)             | Linda Mendoza     | Amina Munir                       | 2020. április 27. 2020. április 27. |
| 4.   | 4.  | …éreztem magam ennyire indiainak (... felt super Indian)                         | Linda Mendoza     | Mindy Kaling                      | 2020. április 27. 2020. április 27. |
| 5.   | 5.  | …kezdtem atomháborúba (... started a nuclear war)                                | Kabir Akhtar      | Chris Schleicher és Akshara Sekar | 2020. április 27. 2020. április 27. |
| 6.   | 6.  | …voltam a legmagányosabb fiú a világon (... been the loneliest boy in the world) | Kabir Akhtar      | Aaron Geary és Ben Steiner        | 2020. április 27. 2020. április 27. |
| 7.   | 7.  | …mondtam ilyen szemenszedett hazugságot (... been a big, fat liar)               | Anu Valia         | Erica Oyama                       | 2020. április 27. 2020. április 27. |
| 8.   | 8.  | …bosszantottam fel minden ismerősömet (... pissed off everyone I know)           | Anu Valia         | Chris Schleicher                  | 2020. április 27. 2020. április 27. |
| 9.   | 9.  | …kellett jól viselkednem (... had to be on my best behavior)                     | Tristram Shapeero | Matt Warburton                    | 2020. április 27. 2020. április 27. |
| 10.  | 10. | …mondtam, hogy sajnálom (... said I'm sorry)                                     | Tristram Shapeero | Lang Fisher                       | 2020. április 27. 2020. április 27. |

### Második évad (2021)
| Sor. | Év. | Cím                                                      | Rendező                | Író                                 | Premier                           |
| ---- | --- | -------------------------------------------------------- | ---------------------- | ----------------------------------- | --------------------------------- |
| 11.  | 1.  | …randiztam egyszerre két sráccal (…been a playa)         | Kabir Akhtar           | Mindy Kaling                        | 2021. július 15. 2021. július 15. |
| 12.  | 2.  | …rendeztem gigabulit (…thrown a rager)                   | Kabir Akhtar           | Akshara Sekar                       | 2021. július 15. 2021. július 15. |
| 13.  | 3.  | …nyitottam ki a tankönyvet (…opened a textbook)          | Kim Nguyen             | Erica Oyama                         | 2021. július 15. 2021. július 15. |
| 14.  | 4.  | …barátkoztam népszerű indiaival (…had an Indian frenemy) | Lena Khan              | Amina Munir                         | 2021. július 15. 2021. július 15. |
| 15.  | 5.  | …tettem tönkre valaki életét (…ruined someone's life)    | Maggie Carey           | Aaron Geary és Ben Steiner          | 2021. július 15. 2021. július 15. |
| 16.  | 6.  | …árultam el egy barátot (…betrayed a friend)             | Lena Khan és Anu Valia | Marina Cockenberg és Vance Stringer | 2021. július 15. 2021. július 15. |
| 17.  | 7.  | …könyörögtem megbocsátásért (…begged for forgiveness)    | Lena Khan              | Dave King                           | 2021. július 15. 2021. július 15. |
| 18.  | 8.  | …voltam Daisy Buchanan (…been Daisy Buchanan)            | Claire Scanlon         | Asmita Paranjare és Christina Hjelm | 2021. július 15. 2021. július 15. |
| 19.  | 9.  | …kémkedtem a saját anyám után (…stalked my own mother)   | Claire Scanlon         | Chris Schleicher                    | 2021. július 15. 2021. július 15. |
| 20.  | 10. | …voltam a tökéletes lány (…been a perfect girl)          | Lang Fisher            | Lang Fisher                         | 2021. július 15. 2021. július 15. |

### Harmadik évad (2022)
| Sor. | Év. | Cím                                                            | Rendező        | Író                           | Premier                                 |
| ---- | --- | -------------------------------------------------------------- | -------------- | ----------------------------- | --------------------------------------- |
| 21.  | 1.  | …voltam megvádolva azzal, hogy ribi vagyok (…been slut-shamed) | Maggie Carey   | Mindy Kaling                  | 2022. augusztus 12. 2022. augusztus 12. |
| 22.  | 2.  | …kaptam saját trollt (…had my own troll)                       | Maggie Carey   | Marina Cockenberg             | 2022. augusztus 12. 2022. augusztus 12. |
| 23.  | 3.  | …voltam senki kedvese Valentin-napon (…had a valentine)        | Smriti Mundhra | Asmita Paranjape              | 2022. augusztus 12. 2022. augusztus 12. |
| 24.  | 4.  | …tettem senkit fétékennyé (…made someone jealous)              | Smriti Mundhra | Akshara Sekar                 | 2022. augusztus 12. 2022. augusztus 12. |
| 25.  | 5.  | …maradtam hoppon (…been ghosted)                               | Kabir Akhtar   | Gabe Liedman                  | 2022. augusztus 12. 2022. augusztus 12. |
| 26.  | 6.  | …omlottam össze (…had a breakdown)                             | Kabir Akhtar   | Amina Munir                   | 2022. augusztus 12. 2022. augusztus 12. |
| 27.  | 7.  | …voltam megcsalva (…cheated)                                   | Kim Nguyen     | Aaron Geary és Ben Steiner    | 2022. augusztus 12. 2022. augusztus 12. |
| 28.  | 8.  | …szexeltem a pasimmal (…hooked up with my boyfriend)           | Kim Nguyen     | Christina Hjelm és Beth Appel | 2022. augusztus 12. 2022. augusztus 12. |
| 29.  | 9.  | …jártam indiai pasival (…had an Indian boyfriend)              | Erica Oyama    | Erica Oyama                   | 2022. augusztus 12. 2022. augusztus 12. |
| 30.  | 10. | …éltem az álmaim szerint (…lived the dream)                    | Lang Fisher    | Lang Fisher                   | 2022. augusztus 12. 2022. augusztus 12. |

### Negyedik évad (2023)
| Sor. | Év. | Cím                       | Rendező      | Író                             | Premier          |
| ---- | --- | ------------------------- | ------------ | ------------------------------- | ---------------- |
| 31.  | 1.  | ...lost my virginity      | Erica Oyama  | Mindy Kaling                    | 2023. június 08. |
| 32.  | 2.  | ...gotten sweet revenge   | Erica Oyama  | Erica Oyama                     | 2023. június 08. |
| 33.  | 3.  | ...liked a bad boy        | Lena Khan    | Gabe Liedman                    | 2023. június 08. |
| 34.  | 4.  | ...wrecked my future      | Dean Holland | Amina Munir                     | 2023. június 08. |
| 35.  | 5.  | ...been to New Jersey     | Dean Holland | Christina Hjelm és Carley Whitt | 2023. június 08. |
| 36.  | 6.  | ...had my dream stolen    | Kabir Akhtar | Asmita Paranjape                | 2023. június 08. |
| 37.  | 7.  | ...had an identity crisis | Kabir Akhtar | Marina Cockenberg               | 2023. június 08. |
| 38.  | 8.  | ...set my mom up          | Adam Countee | Akshara Sekar                   | 2023. június 08. |
| 39.  | 9.  | ...gone to prom           | Lang Fisher  | Aaron Geary és Ben Steiner      | 2023. június 08. |
| 40.  | 10. | ...said goodbye           | Lang Fisher  | Mindy Kaling és Lang Fisher     | 2023. június 08. |